# Камбарский машиностроительный завод
Камба́рский машинострои́тельный заво́д — завод, выпускающий тепловозы и другую железнодорожную технику. Полное наименование — ООО «Камбарский машиностроительный завод» («КМЗ»). Расположен в городе Камбарке (Россия, Удмуртия).

## История завода
Завод основан в 1767 году русскими заводчиками Демидовыми как Железоделательный завод мастерские. Строительство завода было начато на 6 лет раньше, в 1761 году. С 1919 года носит название Камбарский экипажный завод. С 1933 года назван Литейно-механическим заводом. С 1944 года переименован в Камбарский машиностроительный завод.
В первые десятилетия после основания завод занимался выплавкой железа (до 60 тысяч тонн в год) и распиловкой леса. В конце XIX века завод строит тарантасы (два тарантаса, построенных заводом, экспонировались в Париже на Всемирной выставке). В начале XX века завод строит вагонетки, платформы с деревянной рамой, станки для заточки пил, цепи. Затем завод осваивает выпуск пилорам, крепежных деталей для верхнего строения пути. С 1950 года завод начинает выпуск снегоочистителей, трелёвочных лебедок, пассажирских вагонов и мотовозов для железных дорог узкой колеи. В 1983 году на международной ярмарке в Лейпциге тепловоз ТГМ40 награждён золотой медалью и дипломом первой степени.
Тепловозы, выпускаемые заводом, распространились по некогда обширной сети узкоколейных железных дорог промышленного назначения (торфовозные, лесовозные, призаводские), а также по детским железным дорогам всего Советского Союза.

## Направления деятельности
Проектирование железных дорог колеи 750 мм:
- Инженерно-геодезические и геологические изыскания
- Прокладка трассы железной дороги от пункта погрузки до пункта выгрузки с определением мест размещения разъездов
- Определение объёмов работ по трассе, включая мостовые переходы
- Тяговые расчёты, определение весовой нормы поезда, определение времени оборота
- Расчеты и определение объёмов работ по инфраструктуре, включая обслуживание подвижного состава
- Оценка эксплуатационных затрат

Строительство железной дороги колеи 750 мм:
- Строительство полотна
- Строительство верхнего строения пути
- Строительство искусственных сооружений
- Создание инфраструктуры

Поставка железнодорожной техники и тягово-подвижного состава:
- Железнодорожная техника для строительства, ремонта и обслуживания железных дорог колеи 750 мм
- Тепловозы для маневровых и вывозных работ
- Автомотрисы для перевозки бригад
- Вагоны пассажирские, грузовые вагоны различной грузоподъемности
- Специальная железнодорожная техника

Ремонт и сервисное обслуживание железнодорожной техники:
- Техническое обслуживание (ТО)
- Средний ремонт (СР)
- Капитальный ремонт (КР)
- Поставка запасных частей

## Выпускаемая продукция
Камбарский машиностроительный завод специализируется на производстве путевых машин, тягово-подвижного состава для железных дорог «узкой» колеи (колея — 750 мм — 1067 мм). Завод готов к выпуску всех видов грузовых вагонов, самоходных электростанций, аналогичных по функциональному назначению ранее выпускаемыми другими предприятиями для железных дорог «узкой» колеи. Это вагоны-торфовозы различных модификаций, вагоны-самосвалы, платформы, цистерны, транспортёры, хопперы-дозаторы, вагоны сцепы и другие грузовые вагоны, служебные и пассажирские автомотрисы, а также запасные части к ним. С 2013 года начато производство рельсовых автобусов АМ-3С и мотовозов для Московского метро МТК-1, АГМс, АГМу.
Тепловозы:
- ТГМ40 (с 1982)
- ТУ4 (1962—1974)
- ТУ5 (1967—1973)
- ТУ6 (1968—1971)
- ТУ6А (1973—1988)
- ТУ7 (1971—1986)
- ТУ7А (с 1986)
- ТУ8 (с 1988)
- ТУ10 (с 2010)

Дрезины:
- ТУ8Г (с 1988)
- ТУ8П (с 1988)

Вагоны:
- Вагон-сцеп
- Цистерна
- Платформа
- Пассажирский вагон ВП750
- Полувагон для торфа ТСВ6А
- Платформа для перевозки леса
- Вагон-самосвал (думпкар) модели 47-641

Рельсовый автобус
- АМ-ЗП

Путевые машины:
- Снегоочиститель СП2
- Снегоочиститель ЛД 24
- Поезд строительно-ремонтный ТУ6СПА

- ТУ7А
- ТУ8Г
- ТУ8П
- ТГМ40
- Кран путеукладчик
- Строительно-ремонтный поезд ТУ6СПА
- Кран путеукладчик
- Полувагон для торфа ТСВ6А